# Jernej Arko
Jernej Arko, slovenski rimskokatoliški duhovnik, prošt in nabožni ter narodnogospodarski pisec,  * 22. avgust 1794, Dolenja vas, † 14. september 1868, Novo mesto
Rodil se je očetu Janezu in materi Amaliji (rojena Ambrušič). Arko je bil povečen v duhovnika 1817. Bil je stolni vikar, nato župnik v Vodicah, od 1852 prošt v Novem mestu.  V Novem mestu je pisal članke o kmetijstvu, živinoreji, o zavarovanju pred požarom, o prisegi župana in »srenjskih mož« (1850); v Zgodnji Danici je med drugim objavil: Božja pota, Šmarna gora (1848), Hvala kmetiškega štanu; Grajavcem sv. roženkranca (1849); v Drobtinicah pa je objavljal nabožne članke in pesmi. M. Langusu je naročil poslikavo cerkve na Šmarni gori.